# Giuseppe Maria Crespi

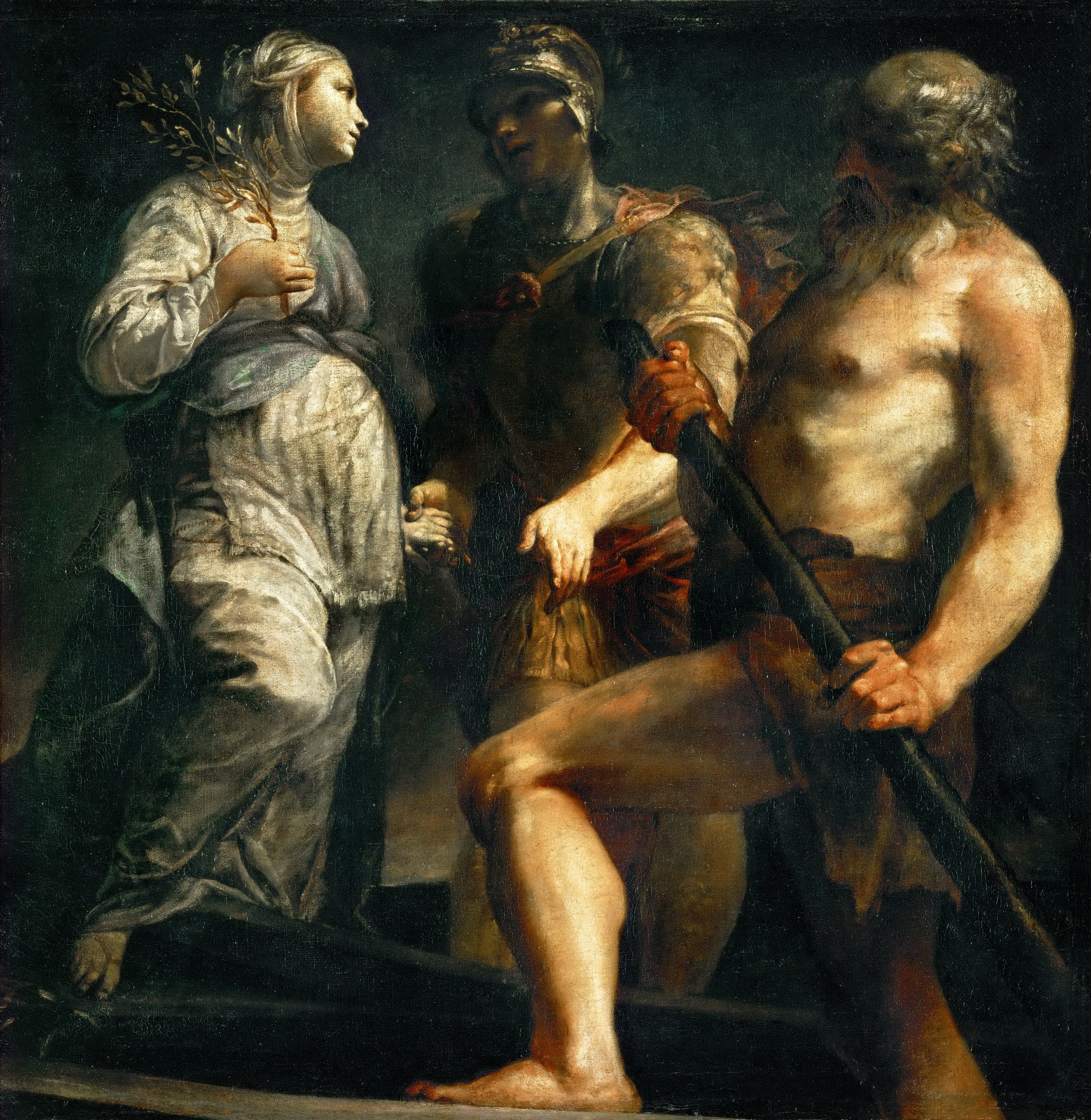
Eneasz, Sybilli i Charon (1695-1705), Wiedeń, Kunsthistorisches Museum

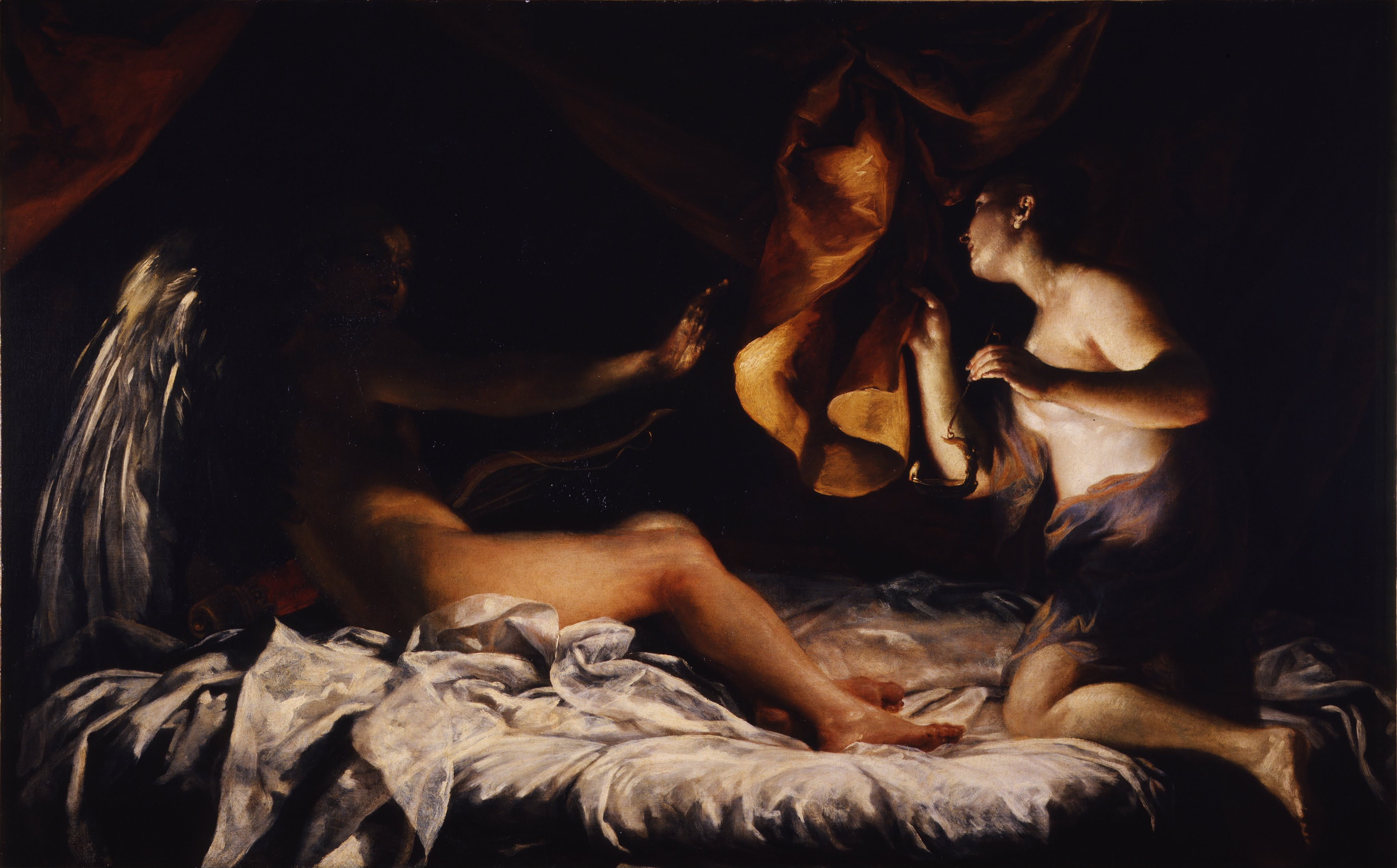
Amor i Psyche (1707-1709), Florencja, Uffizi

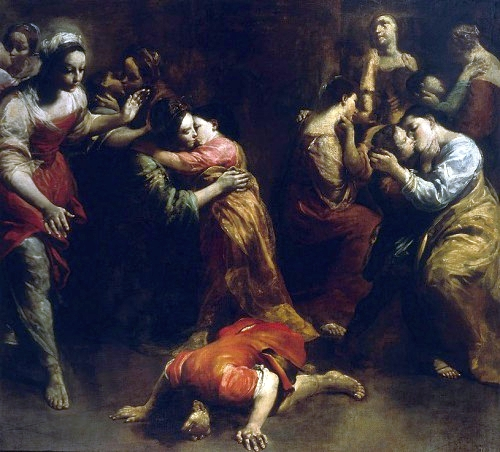
Brutus całujący ziemię (1725), Muzeum Narodowe w Warszawie

Giuseppe Maria Crespi zw. Lo Spagnuolo lub Lo Spagnolo (ur. 14 marca 1665 w Bolonii, zm. 16 lipca 1747 tamże) – włoski malarz okresu baroku.
Był uczniem Domenica Marii Canutiego i Carla Cignaniego. W l. 1688-89 odbył podróż do Emilii, Wenecji i Marche. Przebywał też w Wiedniu, gdzie od 1695 współpracował przy dekoracji pałacu księcia Eugeniusza Sabaudzkiego. Wykonał freski w Palazza Peppoli w Bolonii. Pracował też dla wielkiego księcia Toskanii Ferdynanda. W 1710 został pierwszym dyrektorem bolońskiej Accademia Clementina. Około 1712 wykonał dla kardynała Ottoboniego cykl obrazów „Siedem sakramentów”. W l. 1700-20 prowadził własną pracownię malarską. Do jego uczniów należeli m.in. Giovanni Battista Piazzetta i Pietro Longhi. Wywarł wielki wpływ na malarstwo weneckie XVIII w.
Malował obrazy religijne oraz sceny rodzajowe, pastoralne, mitologiczne, portrety i martwe natury. Pozostawał pod wpływem twórczości Correggia i Carraccich. Jego obrazy wyróżniają masywne postaci w naturalistycznym ujęciu, mocne efekty świetlne i ciemna tonacja.

## Wybrane dzieła
- Amor i Psyche – ok. 1709, 130 × 215, Florencja, Uffizi,
- Autoportret (ok. 1700) – St. Petersburg, Ermitaż,
- Dawid i Abigail – Rzym, Palazzo Venezia,
- Ecce Homo (ok. 1730) – Drezno, Gemaeldegalerie,
- Edukacja Achillesa – Wiedeń, Kunsthistorisches Museum,
- Ekstaza św. Małgorzaty – Cortona, Museo Diocesano,
- Eneasz, Sybilli i Charon – Wiedeń, Kunsthistorisches Museum,
- Gracze w kości – Bolonia, Museo Civico,
- Kobieta szukająca pchły (1710) – St. Petersburg, Ermitaż,
- Kuszenie św. Antoniego (ołtarz) – Bolonia, San Nicolo degli Albari,
- Lucjusz Junius Brutus całujący Matkę Ziemię – Warszawa, Muzeum Narodowe,
- Madonna z Dzieciątkiem i trzema świętymi (1728-29) – Bergamo, S. Paolo d’Argon,
- Madonna ze Świętymi – Bolonia, Pinacoteca Nazionale,
- Matka z dzieckiem (1700-08) – Berlin, Gemäldegalerie,
- Mądrala dosiadający konia tyłem do przodu (1736) – Rzym, Galleria Doria Pamphili,
- Narodziny Adonisa (1720-25) – Berlin, Gemäldegalerie,
- Ostatnie namaszczenie (1712) – Drezno, Gemaeldegalerie,
- Pchła (ok. 1730) – Piza, Museo Nazionale e Civico di San Matteo,
- Pchła (1707-9) – Florencja, Uffizi,
- Pchła (ok. 1730) – Paryż, Luwr,
- Pochód Sylena (ok. 1700) – Berlin, Gemäldegalerie,
- Pokłon pasterzy (1725-30) – Drezno, Gemaeldegalerie,
- Pomoc kuchenna (ok. 1713) – Florencja, Uffizi,
- Portret grafa Miklosa Palffy – Drezno, Gemaeldegalerie,
- Portret Benedykta XIV (1740) – Rzym, Pinakoteka Watykańska,
- Półki z książkami o tematyce muzycznej (ok. 1725) – Bolonia, Museo Civico,
- Rzeź niewiniątek (1706) – Florencja, Uffizi,
- Scena w spiżarni (ok. 1710) – St. Petersburg, Ermitaż,
- Siedem sakramentów (ok. 1713) (cykl siedmiu obrazów) – Drezno, Gemaeldegalerie,
- Św. Jan Nepomucen spowiadający królową Czech (ok. 1740) – Turyn, Galleria Sabauda,
- Św. Józef – Drezno, Gemaeldegalerie,
- Walka Jakuba z aniołem – Sztokholm, Nationalmuseum,
- Zmierzch bogów (1691) – Bolonia, Museo di Palazzo Popoli.